# Ossey-les-Trois-Maisons
Pour les articles homonymes, voir Ossey.
Ossey-les-Trois-Maisons est une commune française située dans le département de l'Aube, en région Grand Est.

## Géographie

### Localisation
Ossey-les-Trois-Maisons est un village de l'Aube situé en Champagne crayeuse sur la vallée de l'Ardusson.
Le village d'Ossey-les-Trois-Maisons est entouré de cinq communes :
|                          | Origny-le-Sec           |                         |
| Saint-Martin-de-Bossenay | Ossey-les-Trois-Maisons | Orvilliers-Saint-Julien |
|                          | Marigny-le-Châtel       | Saint-Flavy             |

Depuis le redécoupage cantonal et les élections départementales de mars 2015, l'ensemble de ces communes appartiennent au canton de Saint-Lyé

### Hydrographie

#### Réseau hydrographique
La commune est dans la région hydrographique « la Seine de sa source au confluent de l'Oise (exclu) » au sein du bassin Seine-Normandie. Elle est drainée par l'Ardusson, la Franconne et divers autres petits cours d'eau,.
L'Ardusson, d'une longueur de 28 km, prend sa source dans la commune de Saint-Flavy et se jette  dans la Seine à Nogent-sur-Seine, après avoir traversé neuf communes.

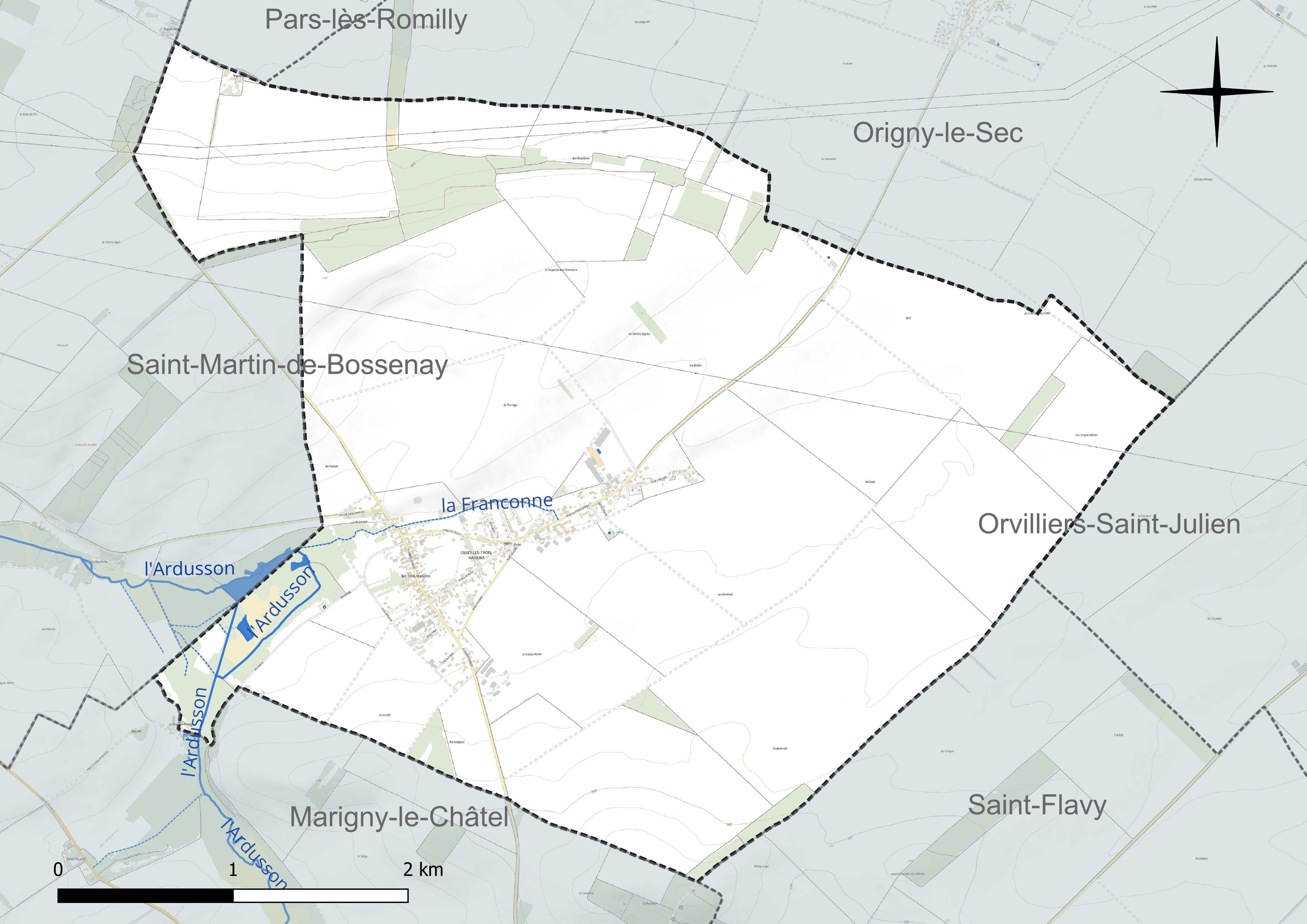
Réseau hydrographique d'Ossey-les-Trois-Maisons.

Un plan d'eau complète le réseau hydrographique : l'étang de la Mardelle (0,6 ha),.

#### Gestion et qualité des eaux
Le territoire communal est couvert par le schéma d'aménagement et de gestion des eaux (SAGE) « Bassée Voulzie ». Ce document de planification concerne le territoire du bassin versant de l'Armançon qui s’étend sur 1 710 km2 et se répartit sur trois départements (l'Aube, l'Yonne et la Marne). Le périmètre a été arrêté le 2 septembre 2016, le diagnostic a été validé le 29 novembre 2022. La structure porteuse de l'élaboration et de la mise en œuvre est le Syndicat mixte ouvert de l’eau potable, de l’assainissement collectif, de l’assainissement non collectif, des milieux aquatiques et de la démoustication (SDDEA), dont le siège est à Troyes.
La qualité des cours d’eau peut être consultée sur un site dédié géré par les agences de l’eau et l’Agence française pour la biodiversité.

### Climat
Pour des articles plus généraux, voir Climat du Grand Est et Climat de l'Aube.
En 2010, le climat de la commune est de type climat océanique dégradé des plaines du Centre et du Nord, selon une étude du Centre national de la recherche scientifique s'appuyant sur une série de données couvrant la période 1971-2000. En 2020, Météo-France publie une typologie des climats de la France métropolitaine dans laquelle la commune est exposée à un climat océanique altéré et est dans la région climatique Nord-est du bassin Parisien, caractérisée par un ensoleillement médiocre, une pluviométrie moyenne régulièrement répartie au cours de l’année et un hiver froid (3 °C).
Pour la période 1971-2000, la température annuelle moyenne est de 10,4 °C, avec une amplitude thermique annuelle de 15,8 °C. Le cumul annuel moyen de précipitations est de 709 mm, avec 11,9 jours de précipitations en janvier et 7,6 jours en juillet. Pour la période 1991-2020, la température moyenne annuelle observée sur la station météorologique de Météo-France la plus proche, « Romilly », sur la commune de Romilly-sur-Seine à 9 km à vol d'oiseau, est de 11,2 °C et le cumul annuel moyen de précipitations est de 619,5 mm. 
La température maximale relevée sur cette station est de 42,3 °C, atteinte le 25 juillet 2019 ; la température minimale est de −25,2 °C, atteinte le 6 janvier 1971,,.
Les paramètres climatiques de la commune ont été estimés pour le milieu du siècle (2041-2070) selon différents scénarios d'émission de gaz à effet de serre à partir des nouvelles projections climatiques de référence DRIAS-2020. Ils sont consultables sur un site dédié publié par Météo-France en novembre 2022.

## Urbanisme

### Typologie
Au 1er janvier 2024, Ossey-les-Trois-Maisons est catégorisée commune rurale à habitat dispersé, selon la nouvelle grille communale de densité à 7 niveaux définie par l'Insee en 2022.
Elle est située hors unité urbaine. Par ailleurs la commune fait partie de l'aire d'attraction de Romilly-sur-Seine, dont elle est une commune de la couronne,. Cette aire, qui regroupe 26 communes, est catégorisée dans les aires de moins de 50 000 habitants,.

### Occupation des sols
L'occupation des sols de la commune, telle qu'elle ressort de la base de données européenne d’occupation biophysique des sols Corine Land Cover (CLC), est marquée par l'importance des territoires agricoles (87,5 % en 2018), une proportion sensiblement équivalente à celle de 1990 (87,8 %). La répartition détaillée en 2018 est la suivante :
terres arables (87,5 %), forêts (7,1 %), zones urbanisées (5,4 %). L'évolution de l’occupation des sols de la commune et de ses infrastructures peut être observée sur les différentes représentations cartographiques du territoire : la carte de Cassini (XVIIIe siècle), la carte d'état-major (1820-1866) et les cartes ou photos aériennes de l'IGN pour la période actuelle (1950 à aujourd'hui).

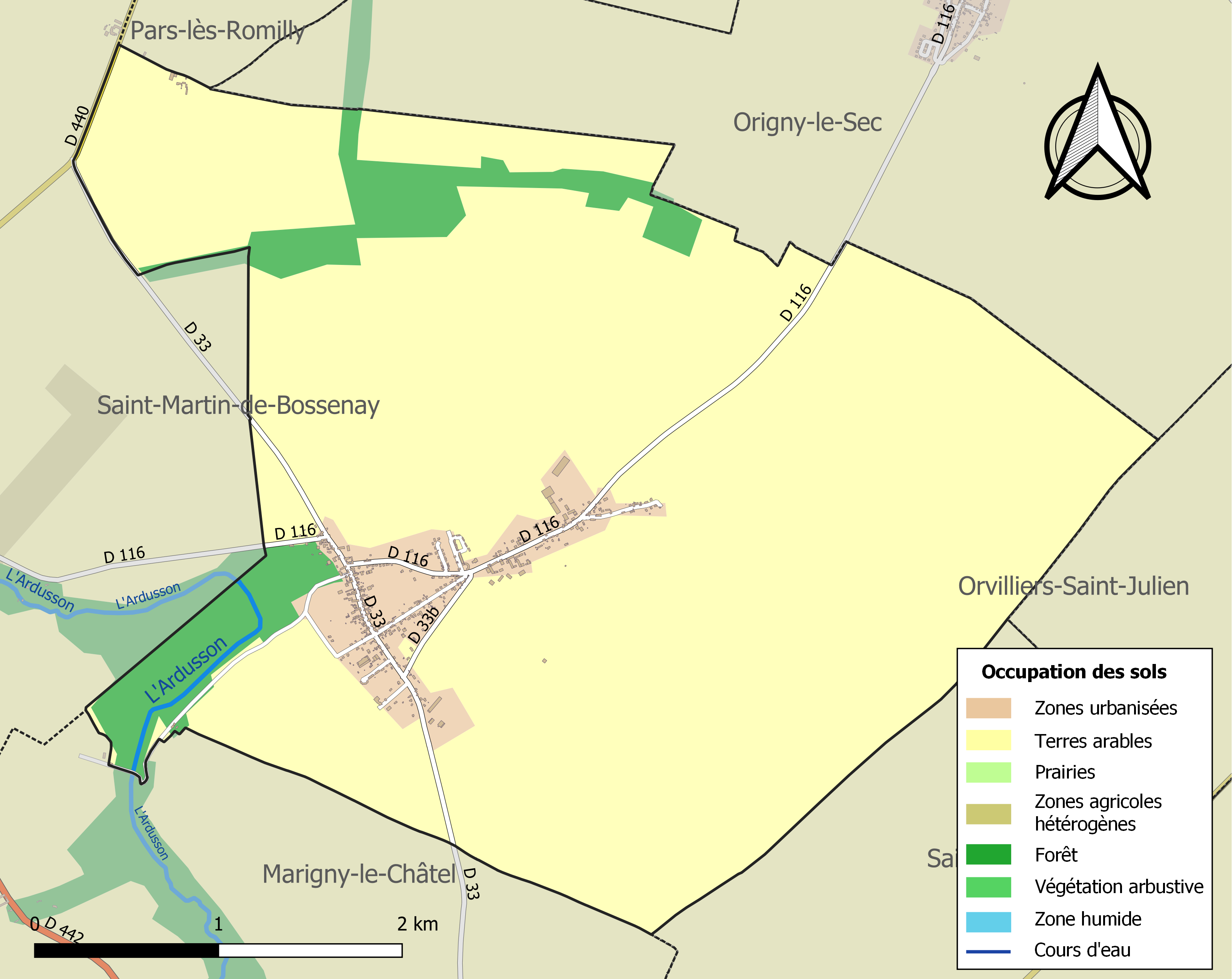
Carte des infrastructures et de l'occupation des sols de la commune en 2018 (CLC).

## Toponymie
Jusqu'en 1810 l'orthographe dominante est Ocey.
Le cadastre de 1810 cite sur le territoire : la Garenne, la Grosse-Borne, Malminou, Mont-Ecot, Moulin-Rouge, Potence, Trois-Maisons et le Vau-de-Puis.

## Histoire
L'occupation humaine est très ancienne comme en témoigne le polissoir néolithique aujourd'hui déposé dans la cour du musée de Troyes. Deux enclos protohistoriques ont été localisés sur le territoire de la commune lors de prospections aériennes.

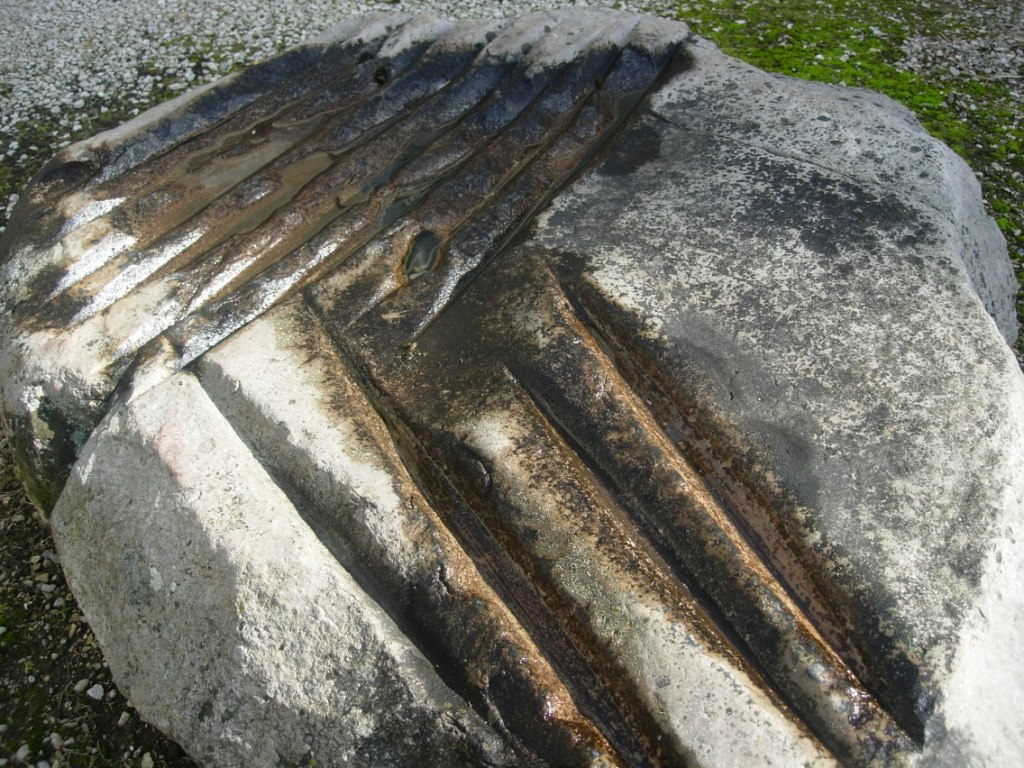
Polissoir d'Ossey-les-Trois-Maisons déposé aux Musées de Troyes.
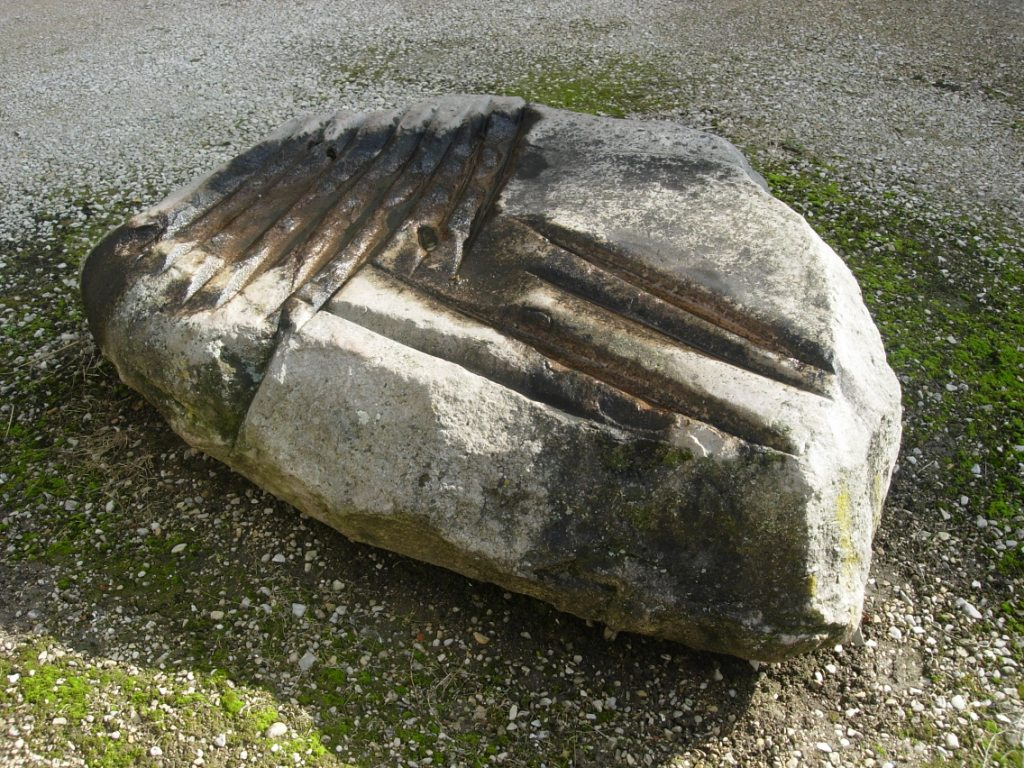
Polissoir d'Ossey-les-Trois-Maisons (autre vue).
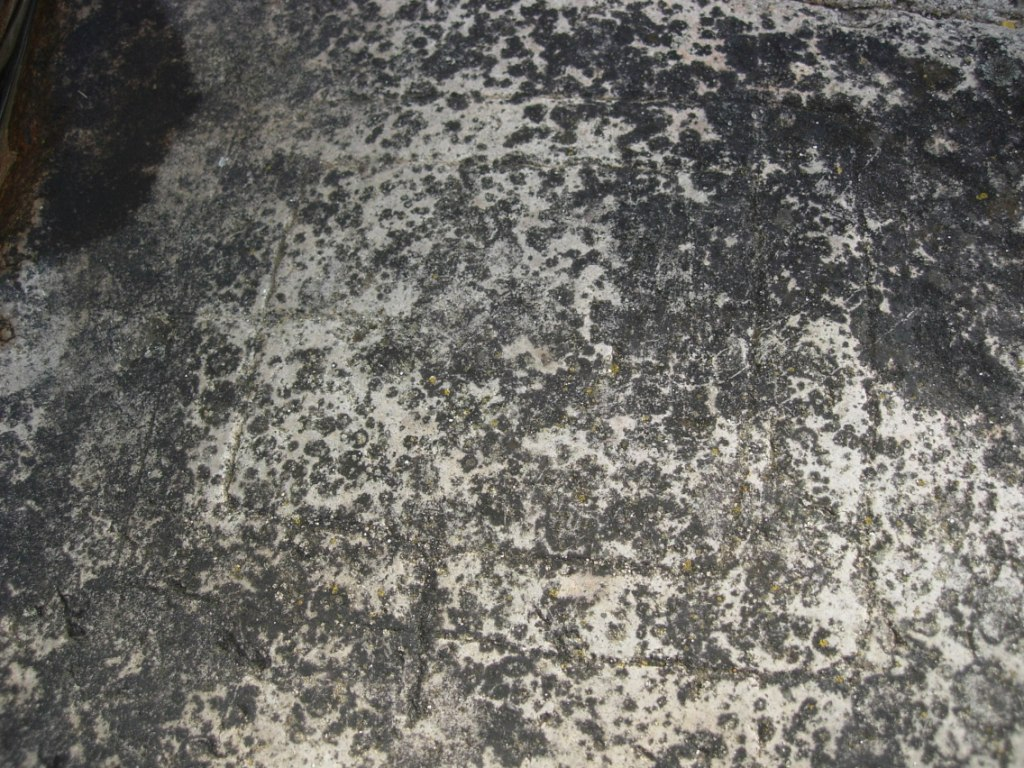
Détail de la gravure de l'âge du fer du Polissoir d'Ossey-les-Trois-Maisons.
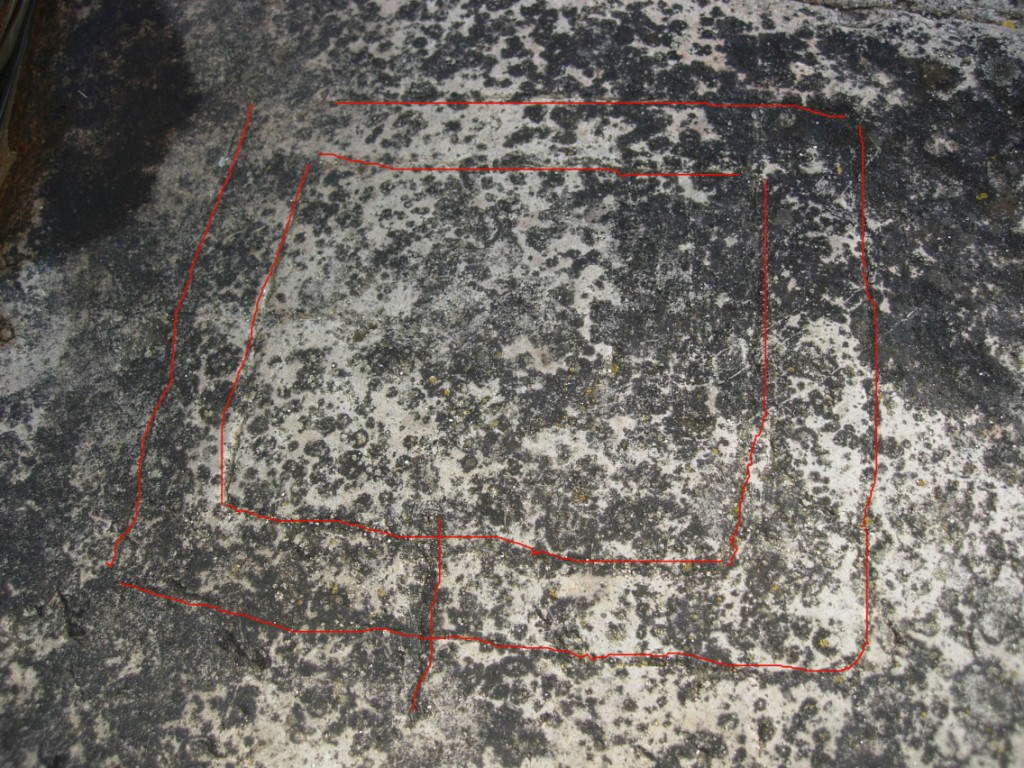
Détail rehaussé de la gravure de l'âge du fer du polissoir d'Ossey-les-Trois-Maisons.

Garnier V de Trainel, sire de Marigny alors seigneur fit don d'une partie de ce qu'il avait à Ocey à l'abbaye de Vauluisant en 1267, la seigneurie relevant alors de Marigny. Une autre fief relevait de Pont-sur-Seine et les seigneurs au XIIIe siècle étaient alors les mêmes que ceux de Saint-Martin-de-Bossenay.
En 1789, Pont était de l'intendance et de la généralité de Châlons, de l'élection de Troyes, pour le bailliage celui de Sens et du bailliage seigneurial de Marigny en première instance.

### Trois-Maisons
C'est un hameau qui connut un développement lors de l'installation du relais de poste en 1686 en remplacement de celui de Pont pour la route royale Paris - Troyes. Ce relais fut transféré le 15 mars 1740 à La Grange.

### Vau-de-Puis
Se trouve aussi au finage de Pars-lès-Romilly, c'est une ferme qui fut donnée par Henri de Paisiaco attesté en 1195 par Garnier de Traînel, aux moines de Vauluisant ; ils la possédaient encore en 1527.

### Malminou
En partie à Ossey mais surtout à Saint-Martin-de-Bossenay, c'est un écart cité en 1182 comme dîme appartenant à l'abbaye du Paraclet. Une grange appartenait à l'abbaye de Sellières dès 1251. Des biens avaient été donnés en ce lieu en 1153 par Henri de Carinthie, en 1166 par Alvide de Minay à l'abbaye de Jouy qui les donnèrent à la fondation de Sellières. Le citoyen Largentier acquérait en 1792 les deux tiers de Malminou.

## Politique et administration
| Période | Période  | Identité                  | Étiquette | Qualité                |
| ------- | -------- | ------------------------- | --------- | ---------------------- |
| 1792    | 1794     | Hilaire Terrey            |           |                        |
| 1794    | 1795     | Malherbe                  |           |                        |
| 1799    | 1813     | Polentru                  |           |                        |
| 1813    | 1815     | Claude Marcilly           |           |                        |
| 1815    | 1816     | Hilaire Terrey            |           |                        |
| 1816    | 1819     | Claude Marcilly           |           |                        |
| 1819    | 1825     | Nicolas Maurille Marcilly |           |                        |
| 1825    | 1829     | Louis Joesph Marmontel    |           |                        |
| 1829    | 1843     | Nicolas Joseph Noël       |           |                        |
| 1843    | 1848     | Edmée Terrey              |           |                        |
| 1848    | 1863     | Georges Joseph Terrey     |           |                        |
| 1863    | 1870     | Joseph Hilaire Terrey     |           |                        |
| 1870    | 1870     | Ferdinand Marcilly        |           |                        |
| 1870    | 1871     | De Chambon                |           |                        |
| 1871    | 1896     | Auguste Barbier           |           |                        |
| 1896    | 1927     | Édouard Terrey            |           |                        |
| 1927    | 1957     | Georges Morin             |           |                        |
| 1957    | 1959     | Raymond Mirat             |           |                        |
| 1959    | 1965     | Yvone Liegeois-Dupont     |           |                        |
| 1965    | 1971     | Pierre Roze               |           |                        |
| 1971    | 1977     | Gaston Maman              |           |                        |
| 1977    | 1983     | Gilbert Ferry             |           |                        |
| 1983    | 2008     | Marcel Lebrun             |           |                        |
| 2008    | 2014     | François Etcheto          |           |                        |
| 2014    | En cours | Isabelle Tripier          | PS        | Professeure des écoles |

## Démographie

### Évolution démographique
L'évolution du nombre d'habitants est connue à travers les recensements de la population effectués dans la commune depuis 1793. Pour les communes de moins de 10 000 habitants, une enquête de recensement portant sur toute la population est réalisée tous les cinq ans, les populations de référence des années intermédiaires étant quant à elles estimées par interpolation ou extrapolation. Pour la commune, le premier recensement exhaustif entrant dans le cadre du nouveau dispositif a été réalisé en 2008.

En 2022, la commune comptait 589 habitants, en évolution de −0,17 % par rapport à 2016 (Aube : +0,7 %, France hors Mayotte : +2,11 %).
| 1793 | 1800 | 1806 | 1821 | 1831 | 1836 | 1841 | 1846 | 1851 |
| ---- | ---- | ---- | ---- | ---- | ---- | ---- | ---- | ---- |
| 227  | 251  | 263  | 254  | 312  | 324  | 324  | 317  | 333  |

| 1856 | 1861 | 1866 | 1872 | 1876 | 1881 | 1886 | 1891 | 1896 |
| ---- | ---- | ---- | ---- | ---- | ---- | ---- | ---- | ---- |
| 343  | 350  | 342  | 322  | 324  | 319  | 360  | 369  | 378  |

| 1901 | 1906 | 1911 | 1921 | 1926 | 1931 | 1936 | 1946 | 1954 |
| ---- | ---- | ---- | ---- | ---- | ---- | ---- | ---- | ---- |
| 356  | 369  | 373  | 326  | 348  | 386  | 406  | 449  | 480  |

| 1962 | 1968 | 1975 | 1982 | 1990 | 1999 | 2006 | 2008 | 2013 |
| ---- | ---- | ---- | ---- | ---- | ---- | ---- | ---- | ---- |
| 495  | 476  | 440  | 371  | 460  | 506  | 558  | 573  | 586  |

| 2018 | 2022 | - | - | - | - | - | - | - |
| ---- | ---- | - | - | - | - | - | - | - |
| 595  | 589  | - | - | - | - | - | - | - |

Ci-dessous, la démographie ancienne en feux
| 1691  | 1696  | 1702  | 1710  | 1713 | 1715  | 1720  | 1725 | 1726 |
| ----- | ----- | ----- | ----- | ---- | ----- | ----- | ---- | ---- |
| 62/41 | 62/47 | 53/48 | 58/47 | 60   | 60/54 | 60/54 | 7 ?  | 62   |

| 1731  | 1746  | 1750  | 1765  | 1773 | 1789 | - | - | - |
| ----- | ----- | ----- | ----- | ---- | ---- | - | - | - |
| 70/60 | 64/55 | 62/53 | 82/72 | 61   | 66   | - | - | - |

### Pyramide des âges
La population de la commune est relativement jeune.
En 2018, le taux de personnes d'un âge inférieur à 30 ans s'élève à 35,4 %, soit au-dessus de la moyenne départementale (35,2 %). À l'inverse, le taux de personnes d'âge supérieur à 60 ans est de 26,2 % la même année, alors qu'il est de 27,7 % au niveau départemental.
En 2018, la commune comptait 295 hommes pour 300 femmes, soit un taux de 50,42 % de femmes, légèrement inférieur au taux départemental (51,41 %).
Les pyramides des âges de la commune et du département s'établissent comme suit.
| Hommes | Classe d’âge | Femmes |
| ------ | ------------ | ------ |
| 1,4    | 90 ou +      | 2,3    |
| 6,1    | 75-89 ans    | 10,3   |
| 18,0   | 60-74 ans    | 14,3   |
| 19,0   | 45-59 ans    | 20,7   |
| 16,9   | 30-44 ans    | 20,0   |
| 16,3   | 15-29 ans    | 11,0   |
| 22,4   | 0-14 ans     | 21,3   |

| Hommes | Classe d’âge | Femmes |
| ------ | ------------ | ------ |
| 0,8    | 90 ou +      | 2,1    |
| 7,4    | 75-89 ans    | 10,2   |
| 17,4   | 60-74 ans    | 18,4   |
| 19,4   | 45-59 ans    | 19     |
| 17,8   | 30-44 ans    | 17,3   |
| 18,3   | 15-29 ans    | 15,9   |
| 19     | 0-14 ans     | 17,1   |

## Culture locale et patrimoine

### Lieux et monuments
L'église Saint-Pierre aux Liens d'Ossey-les-Trois-Maisons était le siège d'une paroisse du doyenné de Marigny à la collation de l'évêque. Le bâtiment est du XIIe siècle mais les fenêtres ont été remaniées excepté une. Elle possède un autel en bois sculpté et doré du XIXe siècle.

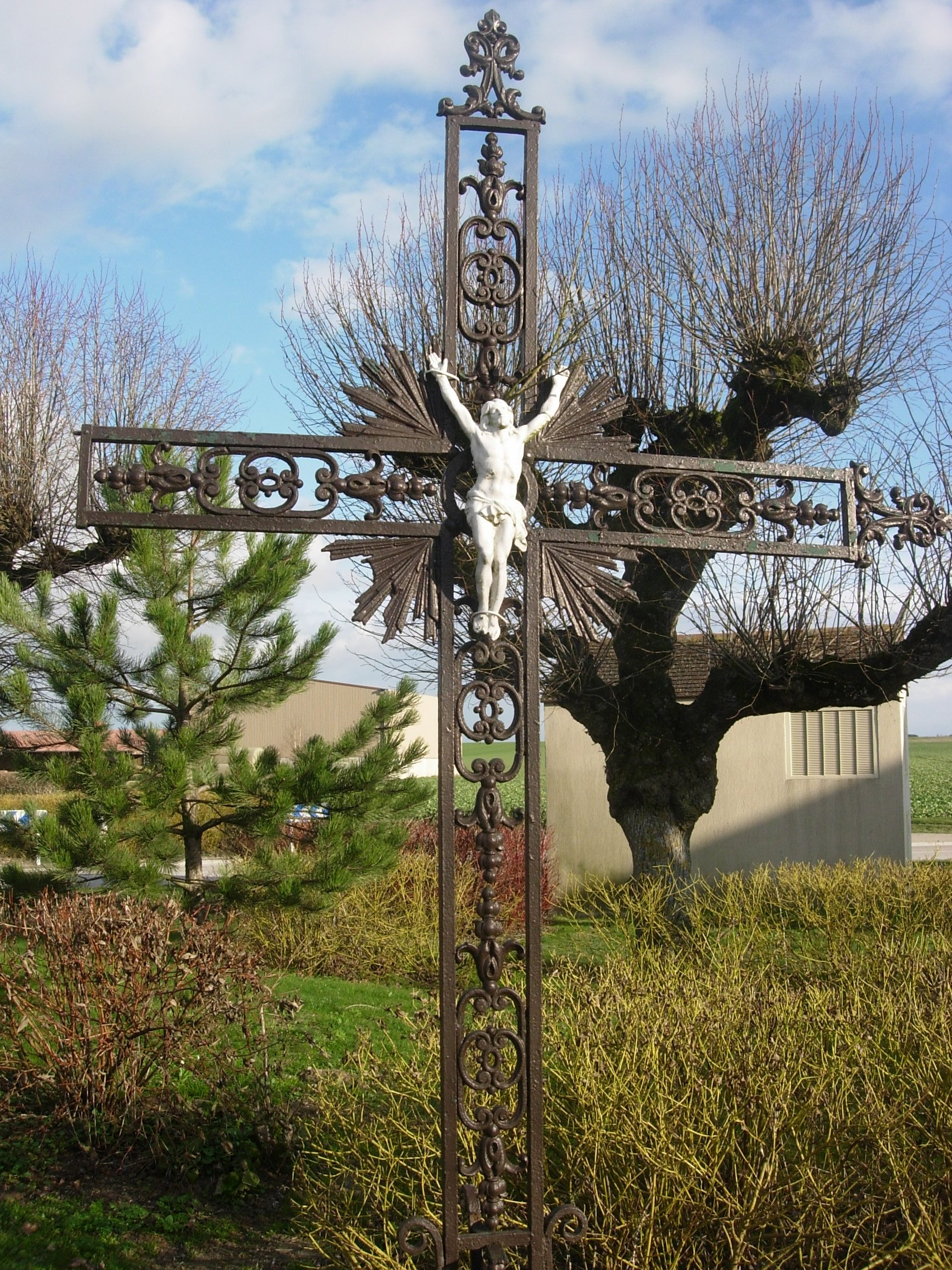
Croix de chemin.
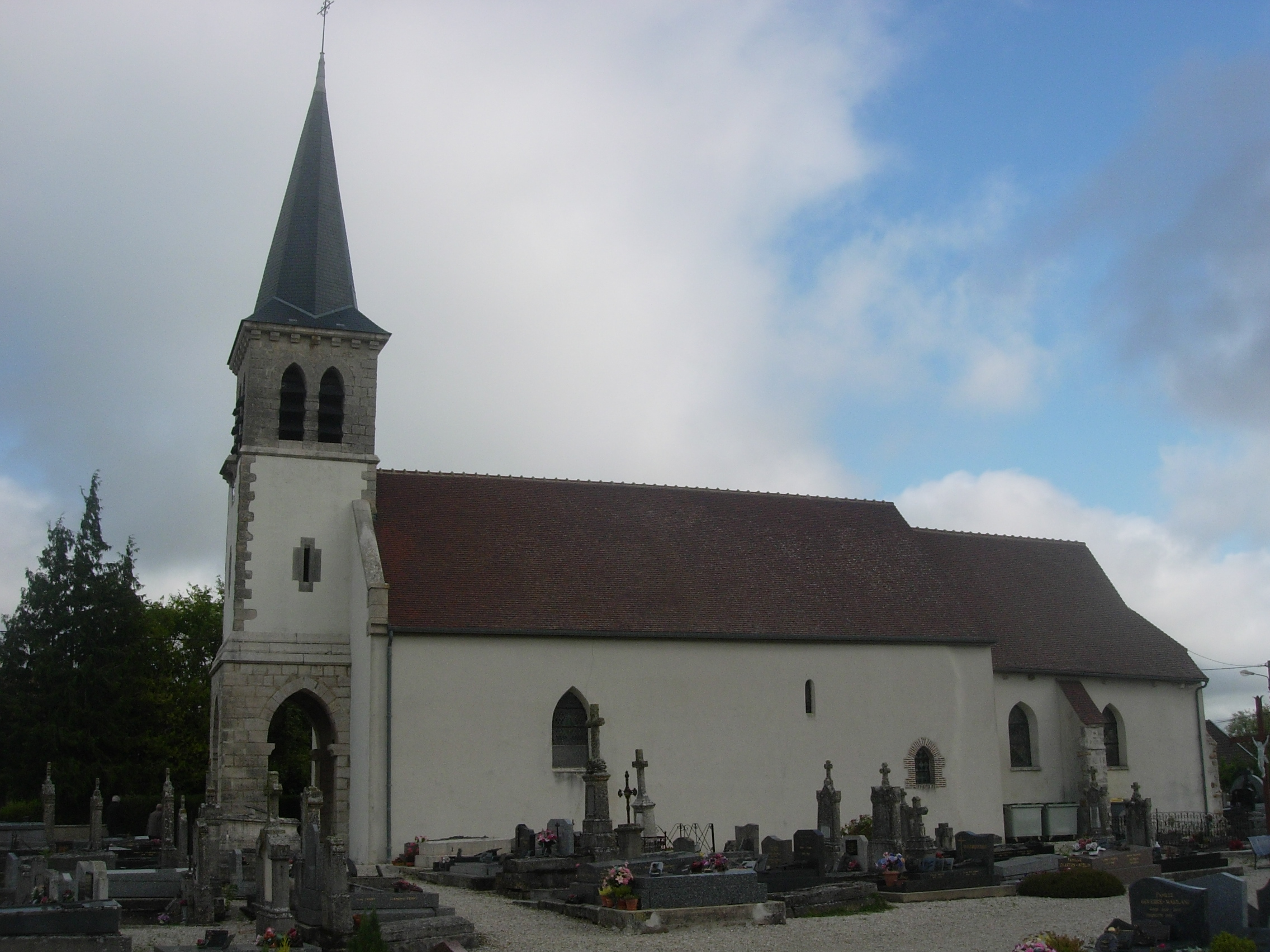
L'église Saint-Pierre-ès-Liens.